# Quintette à vent de Paris
Pour les articles homonymes, voir Quintette à vent (homonymie).
Le Quintette à vent de Paris, fondé en 1944 sous le nom « Ensemble Instrumental à Vent de Paris » est un des ensembles français de musique de chambre pour instruments à vent qui a la plus ancienne histoire.

## Historique
Une Association (désignée sous le titre de Quintette à vent de Paris) a été créée en 1928 par Roger Cortet, flûtiste, Louis Gromer, hautboïste, André Vacellier, clarinettiste, René Reumont, corniste et Gabriel Grandmaison, bassoniste, dans le but de donner des concerts publics.
Le 15 avril 1966, ces artistes désirant se retirer de la vie musicale cèdent d’un commun accord le titre de Quintette à Vent de Paris à Jacques Castagner, flûtiste, Robert Casier, hautboïste, André Boutard, clarinettiste, Michel Bergès, corniste et Gérard Faisandier, bassoniste. À la suite de son retrait, Gérard Faisandier sera remplacé par Paul Hongne en 1969.
Ces cinq interprètes parcouraient déjà le monde depuis 1944 (Europe, États-Unis, Canada, Cuba, Argentine, Brésil, Uruguay) sous le nom de Ensemble Instrumental à Vent de Paris. Ils obtiennent le Grand Prix de la Critique Internationale à Buenos-Aires en 1952, le Prix d’Interprétation au Concours international d'exécution musicale de Genève en 1954 et le Grand Prix National de l’Académie du Disque Français à Paris en 1963.
Jusqu'en 1964, la formation porte le nom d'Ensemble Instrumental à Vent de Paris.
Ce titre d’Ensemble Instrumental à Vent de Paris a été cédé en 1980 à Christian Chéret (flûte), Daniel Sapin (hautbois), Jean-Noël Crocq (clarinette), Alain Noël (cor) et Jean-Claude Montac (basson) puis en 1990 à de jeunes musiciens sous la direction de Eric du Faÿ, corniste.
De 1984 à 1996 après quelques années d'interruption, le Quintette à vent de Paris redonne plusieurs dizaines de concerts en France et à l'étranger (tournée au Japon en 1995). Il est alors formé de Jacques Castagner, flûtiste, Pierre Pierlot, hautboïste, André Boutard, clarinettiste, Pascal Proust, corniste et André Rabot, bassoniste. Ce dernier, décédé, est remplacé en 1992 par Robert Dalmasso.
Cet ensemble a beaucoup contribué à la diffusion de la musique contemporaine. De nombreuses œuvres ont été écrites pour lui par André Jolivet, Darius Milhaud, Louis Durey, Jean Françaix, Jean Rivier, Yvonne Desportes, Charles Chaynes, Henri Sauguet, Roger Boutry etc. Il comptait parmi les interprètes favoris de Francis Poulenc. C’est ainsi qu’en 1963, la Ville de Paris, le Cercle culturel de Royaumont et le Festival d’Aix en Provence font appel à lui pour honorer la mémoire du compositeur disparu.
À ce jour (septembre 2012), depuis la disparition de 3 de ces artistes, le Quintette à vent de Paris n'a plus d'activité mais le titre est toujours la propriété de ses membres survivants.

## Discographie
Trio et Sextuor de Poulenc, avec Jacques Février au piano, Les discophiles français DF 730.087, réédité chez EMI
Récital Vivaldi, Haydn et Mozart, Philips A 77 403 L
A. Schoenberg Quintette à vent, (1er enregistrement mondial), Musidisc RC 762
« Du duo au quintette » (Auric, Ibert, Milhaud, Ropartz …), coffret Véga C 30 à 37
A. Jolivet Pastorales de Noël, avec Lily Laskine, Véga C 37 à 73
W.-A. Mozart Quintette K. 452 avec piano  et Beethoven Quintette op. 16 avec piano (Roger Boutry, piano ), Véga C30 S 111 et 112
M. Arnold, Malipiero et Villa-Lobos, Véga C35 A140
W. Teuscher Sonate et Partita, Véga C 30 A 302
D. Milhaud Suite d’après Corette et Divertissement (Grand prix du Disque), Club Français du disque
H. Tomasi Printemps pour Quintette et saxophone (Jean-Marie Londeix, saxophone) EMI 7243 57236027
G. Rossini Intégrale des Quatuors EMI C181-12534/5
N. Lachartre Ana'Al Haqq ENMD Montreuil 87